# Tricyphona (Tricyphona) yakushimana
Tricyphona (Tricyphona) yakushimana is een tweevleugelige uit de familie Pediciidae. De soort komt voor in het Palearctisch gebied.